# Tishkan (huyện)
Tishkan là một huyện thuộc tỉnh Badakhshan, Afghanistan. Dân số thời điểm năm 1999 là -22,8 người.